# Strongoli

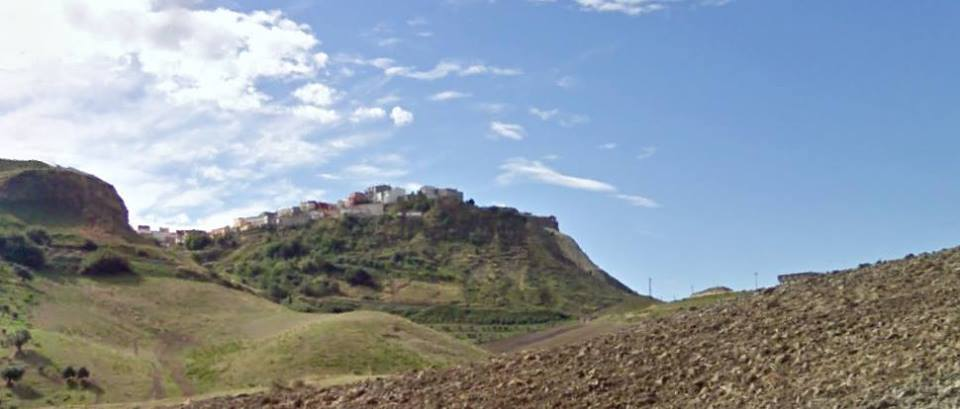
Strongoli, Nordansicht vom Tal, 2016

Strongoli ist eine süditalienische Gemeinde (comune) mit 6170 Einwohnern (Stand 31. Dezember 2023) in der Provinz Crotone in Kalabrien. Die Gemeinde liegt etwa 21 Kilometer nordwestlich von Crotone am Ionischen Meer.

## Geschichte
Strongoli liegt auf oder zumindest nahe an den Resten der früheren Siedlung Petelia. Nach der Legende soll Philoktetes 700 v. Chr. mit seinen Begleitern zuerst eine Siedlung zu Petelia gegründet haben, die später dann allerdings in Vergessenheit geriet. Im Laufe der Geschichte wurde Petelia immer wieder von den Bruttiern besiedelt, den Einwohnern des ehemaligen Kalabriens. Die ethnische Zusammensetzung war einheimisch, bestand aber hauptsächlich aus Schäfern, Sklaven und Banditen der Lukaner. Inschriften aus dem fünften Jahrhundert vor Christus bestätigen, dass die Bevölkerung gesellschaftliche Beziehungen zu Crotone pflegte, und es gelangte so unter die Einflusssphäre des mächtigen Kroton. Kroton stand in der Zeit laufend im Krieg mit Thourioi, da es um politische und wirtschaftliche Vormachtstellungen ging. Daher wurde Petelia befestigt, um auch Angriffe gegen Thourioi führen zu können. Dieser Krieg hörte erst 510 v. Chr. auf, als Kroton in nur 70 Tage die Stadt Thourioi eroberte. Um 400 v. Chr. wurde Petelia die Hauptstadt der Lukaner, welche 300 v. Chr. komplett unter römischer Herrschaft standen.
264 v. Chr. begannen die Punischen Kriege. Petelia hatte sich in den beiden Kriegen durch einen langen Widerstand gegen Hannibal Ansehen erworben. Zwischen 216 und 215 v. Chr. war bereits ganz Bruttium von den Puniern erobert, darunter auch Kroton, aber die Einwohner Petelias hielten noch lange gegen die Armee Hannibals stand. Über 11 Monate sollte diese Belagerung dauern. Die Einwohner Petelias, dem Hungertot nahe, aßen tote Tiere, Baumrinde und kauten Leder. Viele brachten sich am Schluss lieber vorher noch selbst um, bevor sich Petelia ergeben musste. In den elf Monaten Belagerung bat eine kleine Petelia-Delegation die römische Kurie um Hilfe, bekam jedoch eine Ablehnung, weil die römischen Armeen auf anderen Schlachtfeldern beschäftigt waren. Die Römer waren sich auch der Schwierigkeiten bewusst, die Petelia gegenüberstehen würde – auf der einen Seite Freiheit, wenn sie sich den feindlichen Truppen ergeben würden, aber so enorme Opfer gegenüber dem Feind hatten, weil sie es so lange halten konnten – andererseits so leistungsstarke Städte wie Kroton, die sofort kapituliert hatten. Petelia wurde nach der Zerstörung Bruzi anvertraut. Unterhalb der Stadtmauern musste alles sterben, auch der Konsul Marcello. Aufgrund dieses langen Widerstandes, der Rom einen zeitlichen Vorsprung gegen Karthago verschaffte, und der Möglichkeit, andere Städte wieder zurückzuerobern, verblieb zuletzt durch die Flucht Hannibals und Kroton Petelia mit noch über 1.000 Einwohnern. Dadurch hatte Petelia einen Bund der Freundschaft mit Rom und bekam später das autonome Recht, eigene Münzen zu prägen und auszugeben, eigene Gesetze zu erlassen und eigene Richter bestellen zu dürfen. Diese große Leistung brachte Petilia den Spitznamen „das zweite Sagunto ein“, weil diese spanische Stadt ebenfalls loyal zu Rom war. Der lateinische Autor Silio Italico schrieb später: „Fumabat VERSIS incenses Petelia tectis, infelix fidei miseraeque secunda Sagunto“.
Im Jahre 71 v. Chr. versteckte sich der Gladiator Spartacus vor den römischen Truppen mit seiner Armee in den Bergen westlich von Petelia.
Das Zentrum verlor in der Kaiserzeit an Ansehen und wurde erst nach dem griechisch-gotischen Krieg (535–553) von den Ostgoten und Byzantinern besiegt. Der Ort erhielt erneut Ansehen, als Justinian der Große (482–565), der letzte byzantinische Kaiser, auf der Akropolis von Petelia das alte Schloss in rundlicher Form „griechisch-strongylos“ rekonstruieren ließ. Dadurch erhielt der Ort den Namen Strongylos, woraus später der jetzige Name Strongoli abgeleitet wurde.
Im 10. Jahrhundert wurde das Zentrum von Sarazenen belagert und erobert, die es für einige Jahre bis zur Wiedereroberung der Byzantiner regierten. Das neue Zentrum erlebte die Herrschaft der Normannen (1080–1194) und der Staufer (1194–1269), bevor es an die Anjou (1269) gelangte, unter denen es 1349 den Sanseverinos u. a. Graf v. Milet, Ruggero II Sansevierino (1312–1376) anvertraut wurde. Diese regierten bis 1390. Danach kam es unter den Marchesen Niccolò Ruffo di Crotone. Im 15. Jahrhundert wurde Strongoli wieder von der Familie Sanseverino verwaltet, bis es 1605 von Don Nicola Bernardino Sanseverino, Prinz von Bisignano, an Battista Campitelli, Graf von Melissa (1545–1608), für 70.000 Dukaten verkauft wurde. Er lebte im Schloss von Strongoli, bis er dort starb. Seine Anwesen wurde nach seinem Tod unter seinen vier Söhnen aufgeteilt. Das Schloss von Strongoli wurde 1620 Annibale Campitelli (1590–1624), der dort mit seiner Schwester Giovanna zusammen lebte, zugewiesen, einschließlich des Fürstentums Strongoli, welches mit dem Titel „Prinz von Strongoli“ durch König Fillippo III von Habsburg-Spanien eingerichtet wurde. Nach seinem Tod ging das Fürstentum Strongoli von 1624 bis 1668 an dessen Bruder Francesco Campitelli, Prinz von Strongoli II und Graf von Melissa (1596–1668) über, der jedoch ohne Erben starb, da er nur 2 uneheliche Töchter hatte. Somit gingen Güter und Titel an Prinz von Strongoli III, an seinen Neffen Domenico Pignatelli (1631–1698), den Sohn seiner Schwester Giovanna (1666–1723). Er starb ebenfalls kinderlos und wurde nach seinem Tod 1668 von Don Girolamo Pignatelli (1645–1728) beerbt, Prinz von Strongoli IV, Herzog von Tolve II. Er war der Sohn von Pignatellis Schwester, die einen Neffen Pignatellis geheiratet hatte. Seine Frau brachte eine Tochter zur Welt, Lucrezia Pignatelli (1704–1760), die später mit Ferdinand Pignatelli de Monteleone (1689–1767) verheiratet war. Im Jahre 1754 bekam Lucrezia Pignatelli (1704–1760) das Fürstentum Strongoli aufgrund ihres Verwandtschaftsgrades (Cousin) zu Prinz Andrea Bonito zugesprochen und wurde dadurch Prinzessin von Strongoli V. Nach dem Tod von Lucrezia erbte ihr Sohn, Salvatore Pignatelli (1730–1792), durch gerichtliche Entscheidung unter Auflage der Zahlung einer Gebühr von 1.360 Dukaten am 7. April 1761 Titel und Ländereien von Strongoli. Er war der 6. Prinz von Strongoli. Die Summe zahlte er bereits in den Jahren 1743, 1746 und 1747 im Voraus. Es folgten danach die direkten Nachkommen: Salvatore Pignatelli VII (1730–1792) und Francesco Pignatelli (1775–1853). Er gewann 1801 in einer Fehde gegen seinen Verwandten aus Neapel und holte die Titel Grafen von Melissa und Prinz von Strongoli zurück in die Heimat und wurde so Prinz von Strongoli VIII. Danach kamen Vincenzo Pignatelli IX (1808–1881) und Luigi Pignatelli X (1842–1907). Nach dem Tod von Luigi endete die die direkte Erbschaftsfolge. Emilia Pignatelli Prinzessin von Strongoli XI und Gräfin von Melissa, Vincenzo Maria Luigi Geronimo Fabrizio Ferrara-Pignatelli XII (1913–2000). Seit 2000 ist Ferdinando Ferrara-Pignatelli Prinz von Strongoli XIII und Graf von Melissa (* Napoli, 10. Juli 1941).
Während der Auseinandersetzungen zwischen Franzosen und Bourbonen blieb Strongoli den Bourbonen treu und wurde deshalb 1806 von den Franzosen ausgeraubt. Dies beendete eine jahrhundertelange Feudalherrschaft der Campitellis. Nach 1815, mit der neuen Verwaltungsstruktur des Königreichs Neapel, ging Strongoli an die Provinz Cosenza und gehörte dann zur Provinz Catanzaro. Seit 1992 ist Strongoli eine der Gemeinden der neuen Provinz Crotone.
Bis 1818 war Strongoli Bischofssitz.
Vom 21. November 235 bis zum 3. Januar 236 stellte Petelia den Papst Antero. Er war der erste historisch eindeutig gesicherte Bischof von Rom.

## Verkehr
Durch die Gemeinde führt die Strada Statale 492 di Savelli sowie die Strada Statale 106 Jonica (zugleich Europastraße 90). Wie an der Strada Statale 106 durchquert auch die Ferrovia Jonica mit der Bahnstrecke von Reggio di Calabria nach Tarent den Ortsteil Strongoli Marina direkt am Mittelmeer. Hier besteht auch ein Bahnhof.

## Persönlichkeiten
- Anterus (* unbekannt, † Januar 236), Papst (235/236)
- Leonardo Vinci (1690–1730), Komponist
- Giovanni Vetere (* 1940), Maler und Bildhauer